# 施派尔
施派尔（德語發音：[ˈʃpaɪ̯ɐ] ⓘ）是位于德国莱茵兰-普法尔茨州莱茵河畔的一座非县辖城市，总面积42.71平方千米，截至2023年12月31日总人口为51,203人。
施派尔擁有許多保存良好的古老建築，例如被聯合國教育科學文化組織（UNESCO）評定為世界文化遺產的施派尔主教座堂（Der Dom Zu Speyer）、紀念抗議宗在議會中爭取改革的紀念教堂（Gedächtniskirche）、萊茵流域唯一後洛可可風格的三位一體教堂（Dreifaltigkeitkirche）、以及德國境內最高聳和最重要的護城門。

## 历史
約在五千年前，施派尔即擁有著第一批原始住民在這塊土地上活動。接著自從凱撒奪下高盧地區以後，萊茵河成了迅速擴展的羅馬帝國一道保護疆界，而剛好位於萊茵河東方的施派尔，也成了羅馬士兵駐軍的一大據點。在公元150年，施派尔以「NOVIOMAGUS」的名稱出現在希臘人托勒密(Ptolemaios)的世界地圖中。直到公元346年以後，才以施派尔這個名稱納入主教區中。
1529年4月19日神圣罗马帝国在此召开帝国会议，讨论解冻迫害新教徒的《沃尔姆斯议会》议案，遭到部分与会的诸侯和自由城市代表的反对，史称“抗议者”（德语：Protestanten），即新教徒的代名词。十六世紀中期，施派尔成為德國歷史的轉捩點，自從路德於公元1521年站上沃尔姆斯议会，和皇帝卡爾五世以及教皇答辯以降，就在歐洲大陸掀起了一股宗教改革的風潮，公元1526年帝國會議舉辦在施派尔主教座堂，也使施派尔瞬間湧進了大批的宗室貴族。歷經了1526年的帝國會議，在1529年帝國會議再一次於施派尔舉行，並且至此時奠定了新教教會（Protestation）的基礎。

## 人物
- J·J·贝歇尔：医师、化学先驱
- 安塞尔姆·费尔巴哈：画家

## 友好城市
- 俄罗斯库尔斯克
- 英国斯波尔丁
- 法国沙特尔
- 意大利拉韦纳
- 波兰格涅兹诺
- 以色列亚夫内